# کارونا (کانزاس)
کارونا (به انگلیسی: Carona) یک منطقهٔ مسکونی در ایالات متحده آمریکا است که در کانزاس واقع شده‌است.